# 片岡直次郎
片岡 直次郎（かたおか なおじろう）は、江戸時代後期に実在した日本の小悪党、無頼漢である。通称・異名を直侍（なおざむらい）という。講談・歌舞伎の題材とされ、『天保六花撰』に描かれる人物である。

## 人物・来歴
1793年（寛政5年）、旗本渡り用人の家の次男として生まれる。江戸・四谷に住んだ。
詐欺、ゆすり・たかり（恐喝）を常習とする無頼の人物であり、仲間の河内山宗俊（河内山宗春とも）とともに1823年（文政6年）に捕らえられ、河内山は獄死したが、直次郎は翌年1824年（文政7年）、追放処分を受けた。
その後、恐喝行為を繰り返したため、再び捕らえられ、1832年12月14日（天保3年11月23日）、千住・小塚原刑場で刑死した。享年40（満38-39歳没）。吉原遊廓・大口屋の遊女であった三千歳（1813年 - 1884年）が、小塚原の回向院に墓を建立した。
没後、二代目松林伯圓（1834年 - 1905年）が講談『天保六花撰』に書き起こし、演じた。のちに河竹黙阿弥が歌舞伎にとりあげ、『雲上野三衣策前』を書き、1875年（明治7年）10月、東京・木挽町（現在の東京都中央区銀座4丁目）の河原崎座で初演された。1881年（明治13年）3月には、東京・新富町（現在の東京都中央区新富2丁目）の新富座で、同じく河竹黙阿弥作の『天衣紛上野初花』（通称『河内山と直侍』）が初演され、河内山を九代目市川團十郎、直侍（直次郎）を五代目尾上菊五郎が演じた。以降、映画・テレビ等でも多く取り上げられるところとなる。

## テアトログラフィ

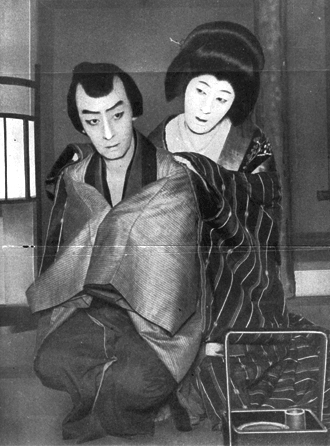
十五代目市村羽左衛門の直侍、六代目尾上梅幸の三千歳、1934年。

歌舞伎で「片岡直次郎」（直侍）を演じたおもな俳優の一覧である。生誕順。
- 五代目尾上菊五郎 （1844年 - 1903年）
- 十五代目市村羽左衛門 （1874年 - 1945年）
- 十四代目守田勘彌 （1907年 - 1975年）
- 七代目尾上菊五郎 （1941年 - ）
- 十一代目市川海老蔵 （1977年 - ）

## フィルモグラフィ
映画
日本映画データベース、キネマ旬報映画データベース等にみられる「片岡直次郎」（直侍）の登場する劇映画一覧である。末尾の俳優が直次郎（直侍）を演じた。
- 『河内山と直侍』 : 監督不明、製作日活京都撮影所、1916年12月18日公開 - 尾上松之助
- 『直侍』 : 監督吉野二郎、製作松竹蒲田撮影所、1922年3月3日公開 - 五代目澤村四郎五郎
- 『河内山と直侍』 : 監督勝見正義、製作勝見庸太郎プロダクション、1928年10月11日公開 - 不明
- 『直侍と丑松』 : 監督仏生寺弥作、製作日活太秦撮影所、1929年7月6日公開 - 鳥羽陽之助
- 『快侠 河内山宗俊 豪胆篇』 : 監督岡山俊太郎（阪東妻三郎）、製作阪東妻三郎プロダクション、1933年12月31日公開 - 阪東妻三郎
- 『殴られた河内山』 : 監督衣笠貞之助、製作松竹下加茂撮影所、1934年12月1日公開 - 風間宗六
- 『河内山宗俊』 : 監督山中貞雄、製作日活/太秦発声映画、1936年4月30日公開 - 市川扇升
- 『極楽六花撰』 : 監督渡辺邦男、製作東宝、1951年12月14日公開 - 榎本健一
- 『すっ飛び駕』 : 監督マキノ雅弘、製作大映京都撮影所、1952年8月21日公開 - 河津清三郎
- 『天保六道銭 平戸の海賊』 : 監督佐伯清、製作東映京都撮影所、1955年6月7日公開 - 伏見扇太郎
- 『天保六花撰 地獄の花道』 : 監督マキノ雅弘、製作東映京都撮影所、1960年5月3日公開 - 中村賀津雄（中村嘉葎雄）
- 『無頼漢』 : 監督篠田正浩、製作東宝/にんじんくらぶ、1970年4月18日公開 - 仲代達矢

テレビ
テレビドラマデータベース等にみられる「片岡直次郎」（直侍）の登場する劇映画一覧である。末尾の俳優が直次郎（直侍）を演じた。
- 武智鉄二アワー第7回『直侍』 : 監督武智鉄二、日本テレビ放送網、1957年1月15日放映 - 春日八郎
- 日曜観劇会『河内山宗俊』 : 監督石川甫、KRテレビ、1960年4月3日放映 - 丸山明宏（美輪明宏）
- 『天下堂々』全46話 : 脚本早坂暁、演出岡崎栄、NHK総合テレビジョン、1973年10月5日 - 1974年9月27日放送 - 下條アトム
- 『痛快! 河内山宗俊』全26話 : 脚本直居欽哉、演出三隅研次、フジテレビジョン、1975年10月6日 - 1976年3月29日放送 - 出門英
- 『大江戸無頼 河内山宗俊』 : 脚本押川國秋・荒木芳久、演出原田雄一、フジテレビジョン、1982年7月23日放送 - 田村亮
- 年末時代劇スペシャル『ねずみ小僧次郎吉 勢揃い菊五郎劇団!!世直し義賊大奥秘話』 : 監督山下耕作、C.A.L/TBSテレビ、1992年12月25日放映 - 不明
- 『天晴れ夜十郎』全23話 : 脚本津川泉、原作半村良、NHK総合テレビジョン、1996年9月13日 - 1997年3月21日放送 - 沖田浩之